# ヌヴォトン
ヌヴォトン・テクノロジー・コーポレーション（中国語: 新唐科技股份有限公司、英語: Nuvoton Technology Corporation）は2008年に設立された、台湾を拠点とした半導体メーカー。

## 事業
ヌヴォトン社は、台湾の半導体ベンダーであるウィンボンド・エレクトロニクス＜華邦電子＞からロジックIC事業を引き継ぐ形で、2008年に分社化された。
ウィンボンドの全額出資子会社として設立、2008年7月に操業を開始し、2010年9月に新規株式公開（TWSE台湾証券取引所: 4919）。
ARMアーキテクチャマイコンや、音声処理IC、スーパーI/OICなどの民生用LSI・PC用LSIを中心とした製品を手がける。
2009年には、Arm Cortex-M0 を搭載したマイコン NuMicro Family をリリースした。
日本国内の販売代理店は、オーエスエレクトロニクス、佐鳥電機、高千穂交易、マイクロサミットなどがある。
2020年にパナソニック セミコンダクターソリューションズ株式会社を買収、新社名をヌヴォトン テクノロジージャパン株式会社とした。